# Geiswasser
Geiswasser település Franciaországban, Haut-Rhin megyében. Lakosainak száma 329 fő (2022. január 1.). Geiswasser Vogelgrun, Obersaasheim, Heiteren, Nambsheim és Algolsheim községekkel határos.

## Népesség
A település népességének változása:
| Lakosok száma | 325  | 324  | 320  | 306  | 297  | 296  | 309  | 317  | 329  |
|               | 2013 | 2015 | 2016 | 2017 | 2018 | 2019 | 2020 | 2021 | 2022 |